# Donau
Donau er en flod, der har sit udspring i Schwarzwald i Tyskland, hvor den dannes af to mindre floder: Brigach og Breg.
Den er 2.850 km lang og den næstlængste flod i Europa, efter Volga. Donau løber ud i Sortehavet og passerer ti lande: Tyskland, Østrig, Slovakiet, Ungarn, Kroatien, Serbien, Bulgarien, Rumænien, Moldova og Ukraine (Odessa oblast).
I eocæn-tiden for 20-60 millioner år siden mundede Rhinen, Neckar og Main ud i Donau, der mundede ud – omtrent hvor Wien ligger i dag – i urhavet Tethys, der dækkede hele Sydøsteuropa.

## Etymologi
Donau hedder floden på tysk. Den hedder Donava på slovensk, Dunav på kroatisk, Дунав på serbisk og bulgarsk. Langs den venstre bred kaldes den på slovakisk for Dunaj og på ungarsk Duna. På rumænsk Dunărea og på ukrainsk Dunaj. En teori knytter alle disse variationer til det keltiske ord dānu i betydningen "at flyde". Det skal så igen stamme fra proto-indoeuropæisk *danu- (= flod), som også har påvirket navnene på flere andre store floder, der løber ud i Sortehavet: Don, Dnepr og Dnjestr.
Donaus gammelgræske navn, Istros, er et lån fra trakisk, og betød "stærk" eller "hurtig". Det græske navn på Donau bliver af Hesiod benyttet som navn på Okeanos' og Tethys' søn. Istros føres også tilbage til de keltiske ord ys (= rask) og ura (= vand, flod). Donau og Istros har også angivet flodens øvre og nedre løb, men hverken Plinius den Ældre, Strabo eller Ptolemaios kunne blive enige om, hvor Donau ophørte og Istros begyndte. Ovid kaldte derfor Donau Bisnominis (= den med to navne).
Det latinske navn på Donau er Danubius eller Danuvius. Flodens nedre løb (en almindelig betegnelse på strækningen nedenfor Jernporten) blev også kaldet Hister eller Ister. Enkelte romerske byer langs nedre Donau bar tillægsbetegnelsen ad Istrum, fx Nicopolis ad Istrum. Nostradamus påstås at have forudset Hitlers komme, fordi han i et af sine vers skriver om "Rhinen og Ister", hvor Ister tolkes som en omskrivning af Hitler. Men verset remser kun de største tyske floder op, altså Rhinen og Donau.
Johann Strauss-valsen An der schönen blauen Donau omtaler Donau som "blå", men Donau er ikke blå. Ungarerne kalder den a szöke Duna (= den blonde Donau), mens Jules Verne kaldte en af sine romaner Le beau Danube jaune (= Den skønne, gule Donau).

## Kulturel betydning
Det mest kendte musikstykke med tilknytning til Donau er formodentlig valsen An der schönen blauen Donau af Johann Strauss. Den siges at være komponeret, mens Strauss færdedes langs Donau. Den fremføres ofte som rent orkesterstykke for symfoniorkester, men kan også synges med tekst.
En anden kendt vals om Donau er Valurile Dunării (Donaubølger) af den rumænske komposit Iosif Ivanovici. Stykket tog publikum med storm, da det opførtes ved verdensudstillningen i Paris i 1889.
Den tyske landskabsmalningstraditionen Donauskolen udvikledes i Donaudalen i 1500-talet.
- An der schönen, blauen Donau af Johann Strauss
- Valurile Dunării (Donaubølger) af Iosif Ivanovici

## Vigtige byer langs Donau
- Ulm, Tyskland
- Regensburg, Tyskland
- Linz, Østrig
- Wien, Østrig
- Bratislava, Slovakiet
- Budapest, Ungarn
- Vukovar, Kroatien
- Novi Sad, Serbien
- Beograd, Serbien
- Galaţi, Rumænien
- Sulina, Rumænien

## Bifloder
Vigtige bifloder til Donau er i rækkefølge i udspring til udløb:
1. Iller (udløber ved Ulm)
2. Lech
3. Altmühl (udløber ved Kelheim)
4. Naab (udløber ved Regensburg)
5. Regen (udløber ved Regensburg)
6. Isar
7. Inn (udløber ved Passau)
8. Ilz (udløber ved Passau)
9. Enns
10. Morava (udløber nær Devín Slot)
11. Rába (udløber ved Győr)
12. Váh (udløber ved Komárno)
13. Hron (udløber ved Štúrovo)
14. Ipeľ
15. Sió
16. Drava
17. Vuka (udløber ved Vukovar)
18. Tisza
19. Sava (entering at Beograd)
20. Timiş (udløber ved Pančevo)
21. Velika Morava
22. Mlava
23. Karaş
24. Jiu (udløber ved Bechet)
25. Iskar (udløber nær Gigen)
26. Olt (udløber ved Turnu Măgurele)
27. Osam (udløber ved Nikopol)
28. Jantra (udløber ved Svisjtov)
29. Argeș (udløber ved Olteniţa)
30. Ialomița
31. Siret (udløber ved Galați)
32. Prut (udløber ved Galați)